# Орлине (Волгоградська область)
Орлине (рос. Орлиное) — село у Старополтавському районі Волгоградської області Російської Федерації.
Населення становить 86  осіб. Входить до складу муніципального утворення Гмелинське сільське поселення.

## Історія
Село розташоване у межах українського історичного та культурного регіону Жовтий Клин.
Згідно із законом від 17 січня 2005 року № 991-ОД органом місцевого самоврядування є Гмелинське сільське поселення.

## Населення
| 2010 | 2012 |
| ---- | ---- |
| 73   | ↗86  |